# KERS

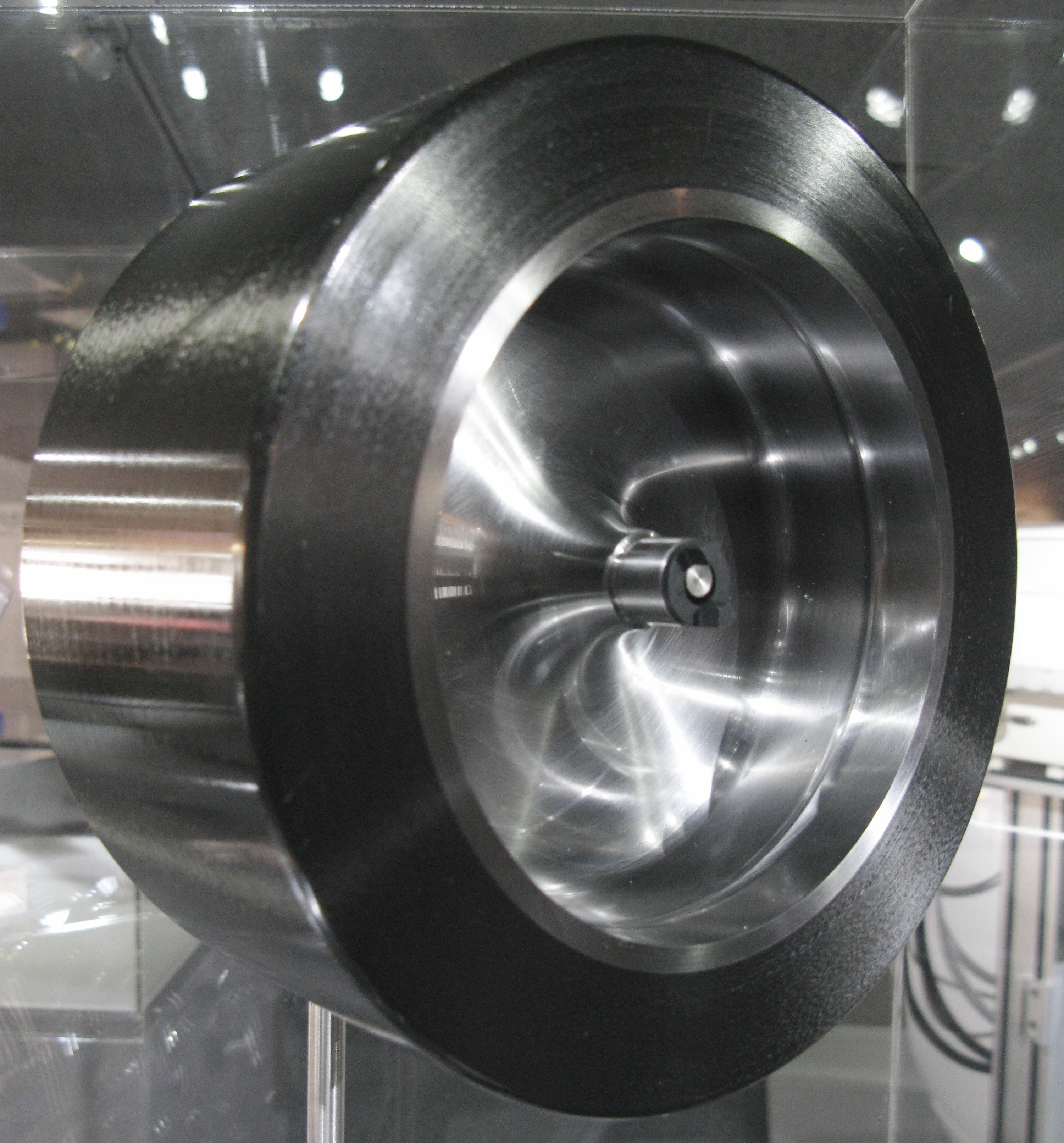
Setrvačník KERS

KERS (Kinetic Energy Recovery System, česky systém rekuperace kinetické energie) je soustava použitá u vozů Formule 1, která uchovává kinetickou energii ztrácenou (ve formě tepla) při brzdění automobilu ve formě mechanické energie v setrvačníku nebo jako energii elektrickou v akumulátorech nebo kondenzátorech. Takto uchovaná energie je poté v případě potřeby využita pro zrychlení vozidla.

## Využití
Při využití systému KERS u monopostu lze dosáhnout krátkodobého zvýšení výkonu až o 60 kW na 6,7 sekundy v každém kole. Podle FIA by měl oživit závody a obohatit je o předjíždění. Pro rok 2009 bylo používání dobrovolné, od roku 2010 je tento systém povinný pro všechny týmy.
Podle reportáže z tréninku F1 VC Malajsie 2010 se týmy F1 dohodly, že systém KERS nebude používat nikdo. Pro příští rok se plánuje jeho povinné zavedení, aby se předešlo „nudným průběhům závodu“.

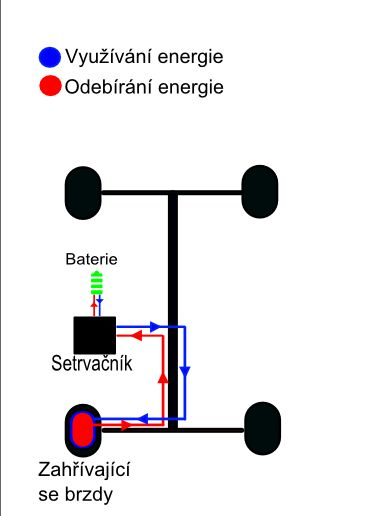

## Jak funguje
K výrobě elektrické energie je zde využíván generátor MGU (Motor General Unit), který je propojen s hnací hřídelí. Přeměna energií nastane sešlápnutím brzdového pedálu. Energie z brzdění se uchová v lithio-iontových akumulátorech s napětím 3–6 V. Energie se uvolní stisknutím tlačítka na volantu a tím přemění jednotku MGU v elektromotor, který využije energii uloženou v akumulátorech. Na řízení systému KERS dohlíží elektronické řídící jednotky nazývající se KCU (Kers Control Unit).

## Výhody
- Zvýšení výkonu až o 60 kW = zlepšení času na kolo (v potaz je třeba brát také parametry tratě, které jsou pokaždé jiné).

## Nevýhody
- Hmotnost systému, která se pohybuje mezi 28–50 kilogramy.
- Umístění systému, vyžadující zvláštní prostor pro uložení. Většinou je uložen v dolní části nádrže paliva. Toto místo zachovává nízké těžiště vozu. Pro uložení kompletního systému je potřeba snížit objem palivové nádrže a odstranit zátěže.
- Spolehlivost
- Cena, která se pohybuje kolem 35–40 mil. eur. Příští rok bude určen dodavatel systému.